# New Union (Alabama)
New Union es un lugar designado por el censo ubicado en el condado de Etowah en el estado estadounidense de Alabama. En el Censo de 2010 tenía una población de 955 habitantes y una densidad poblacional de 48,69 personas por km².

## Geografía
New Union se encuentra ubicado en las coordenadas 34°8′1″N 86°13′41″O / 34.13361, -86.22806. Según la Oficina del Censo de los Estados Unidos, New Union tiene una superficie total de 31.57 km², de la cual 31.56 km² corresponden a tierra firme y (0.07%) 0.02 km² es agua.

## Demografía
Según el censo de 2010, había 955 personas residiendo en New Union. La densidad de población era de 48,69 hab./km². De los 955 habitantes, New Union estaba compuesto por el 94.97% blancos, el 0.21% eran afroamericanos, el 0.31% eran amerindios, el 3.35% eran de otras razas y el 1.15% pertenecían a dos o más razas. Del total de la población el 4.19% eran hispanos o latinos de cualquier raza.